# قائمة دوقات ومارغريفات فريولي
دوقات ومرغريفات فريولي هم حكام دوقية فريولي وتخم فريولي في العصور الوسطى.

## الدوقات اللومبارد
- 568–c.584 Grasulf I
- 568/c.584–590 Gisulf I
- جيزولف الثاني 590 - 610
- 610–617 Tasso
- 610–617 Kakko
- 617–651 Grasulf II
- 651–663 Ago
- 663–666 Lupus
- 666 Arnefrid
- 666–678 Wechtar
- 678–??? Landar
- ???–694 Rodoald
- 694 Ansfrid
- 694–705 Ado
- 705 Ferdulf
- 705–706 Corvulus
- 706–739 Pemmo
- 739–744 راتكيس ملك اللومبارد, also king of the لومبارديون
- 744–749 أيستولف ملك اللومبارد, also king of the لومبارديون
- 749–751 Anselm (d.806)
- 751–774 Peter
- 774–776 Hrodgaud

## الحكم الكارولينجي

### الدوقات
- 776–787 Marcarius
- 789–799 Eric
- 799–808 Hunfrid
- 808–817 Aio
- 817–819 Cadalaus
- 819–828 Balderic

### المرغريفات
- 846–863 Eberhard (also dux Foroiuli)
- 863–874 Unroch (III)
- برنغار 874 - 890 وأيضًا إمبراطور روماني مقدس
- 891–896 Walfred